# Xestochilus nebulosus
Xestochilus nebulosus är en fiskart som först beskrevs av Smith 1962.  Xestochilus nebulosus ingår i släktet Xestochilus och familjen Ophichthidae. IUCN kategoriserar arten globalt som livskraftig. Inga underarter finns listade i Catalogue of Life.